# …And Then You Shoot Your Cousin
Albums de The Roots
Wise Up Ghost
(2013)
Singles
1. When the People Cheer
Sortie : 6 mai 2014

…And Then You Shoot Your Cousin est le douzième album studio des Roots, sorti le 19 mai 2014.
Dans une interview donnée au magazine XXL, le leader du groupe, Black Thought, a déclaré que ce nouvel opus était, comme Undun, un album-concept mais à la différence du précédent, celui-ci met en scène plusieurs personnages. Cet album analyse de manière satirique les stéréotypes de la communauté hip-hop et, au-delà, de la société américaine dans son ensemble.
…And Then You Shoot Your Cousin a été plutôt bien accueilli par la critique, Metacritic lui attribuant la note de 75 sur 100.

## Liste des titres
| No  | Titre                                                           | Auteur                                                                                | Producteur(s)                                                           | Durée |
| --- | --------------------------------------------------------------- | ------------------------------------------------------------------------------------- | ----------------------------------------------------------------------- | ----- |
| 1.  | Theme From the Middle of the Night (Interprété par Nina Simone) | George Bassman, Paddy Chayefsky                                                       |                                                                         | 1:27  |
| 2.  | Never (featuring Patty Crash)                                   | Adrian Charlie Guzman, Katrin Newman, Adolfo Salazar, Gregory Spearman, Tariq Trotter | Mike Jerz, Trapzillas, Richard Nichols, Black Thought, Questlove        | 3:54  |
| 3.  | When the People Cheer (featuring Greg Porn)                     | Spearman, Trotter, Damion Ward                                                        | Damion Ward, Richard Nichols, Questlove, Black Thought                  | 3:01  |
| 4.  | The Devil (Interprété par Mary Lou Williams)                    | Mary Lou Williams                                                                     |                                                                         | 0:38  |
| 5.  | Black Rock (featuring Dice Raw)                                 | Kirk Dudley, Karl Jenkins, Cornell McFadden, Willie Pettis, Trotter, Archie Turner    | Karl Jenkins, Richard Nichols, Questlove, Black Thought                 | 2:41  |
| 6.  | Understand (featuring Dice Raw et Greg Porn)                    | Greggory Bradsher, Jenkins, David Simpson, Spearman, Trotter                          | The Wurxs, Richard Nichols, Questlove, Black Thought                    | 2:50  |
| 7.  | Dies Irae (Interprété par Michel Chion)                         |                                                                                       |                                                                         | 1:07  |
| 8.  | The Coming (featuring Mercedes Martinez)                        | D.D. Jackson, Richard Nichols, Joseph Simmons, Spearman                               | Richard Nichols, D.D. Jackson, Questlove, Black Thought, Joseph Simmons | 3:01  |
| 9.  | The Dark (Trinity) (featuring Dice Raw et Greg Porn)            | Jenkins, Spearman, Trotter, Ward                                                      | Damion Ward, Richard Nichols, Questlove, Black Thought                  | 5:17  |
| 10. | The Unraveling (featuring Raheem DeVaughn)                      | Ray Angry, Raheem DeVaughn, Trotter                                                   | Ray Angry, Richard Nichols, Questlove, Black Thought                    | 4:17  |
| 11. | Tomorrow (featuring Raheem DeVaughn)                            | Angry, DeVaughn                                                                       | Ray Angry, Richard Nichols, Questlove, Black Thought                    | 5:06  |